# Motocross delle Nazioni 2011
Il Motocross delle Nazioni 2011 (conosciuto anche con i nomi Motocross des Nations, Motocross of Nations o MXDN), evento giunto alla sessantacinquesima edizione, si è disputato a Saint-Jean-d'Angély in Francia nei giorni 17 e 18 settembre 2011. È stato vinto dalla squadra statunitense, davanti ai team francese e australiano.

## Gare

### Gara 1 (MX1 & MX2)
| Pos. | Pilota            | Moto     | Tempo  |
| ---- | ----------------- | -------- | ------ |
| 1    | Chad Reed         | Honda    | 35'52" |
| 2    | Ken Roczen        | KTM      | a 3"   |
| 3    | Ryan Dungey       | Suzuki   | a 4"   |
| 4    | Tommy Searle      | Kawasaki | a 21"  |
| 5    | Tyla Rattray      | Kawasaki | a 30"  |
| 6    | Tanel Leok        | TM       | a 32"  |
| 7    | Jonathan Barragan | Kawasaki | a 38"  |
| 8    | Marvin Musquin    | KTM      | a 44"  |
| 9    | Dean Wilson       | Kawasaki | a 57"  |
| 10   | Joel Roelants     | KTM      | a 58"  |

### Gara 2 (MX2 & Open)
| Pos. | Pilota           | Moto     | Tempo   |
| ---- | ---------------- | -------- | ------- |
| 1    | Gautier Paulin   | Yamaha   | 34'14"  |
| 2    | Jeffrey Herlings | KTM      | a 2"    |
| 3    | Ryan Villopoto   | Kawasaki | s.t.    |
| 4    | Ken Roczen       | KTM      | a 5"    |
| 5    | Kevin Strijbos   | Suzuki   | a 19"   |
| 6    | Gareth Swanepoel | Yamaha   | a 45"   |
| 7    | Brett Metcalfe   | Suzuki   | s.t.    |
| 8    | Davide Guarneri  | Kawasaki | a 56"   |
| 9    | Carlos Campano   | Yamaha   | a 57"   |
| 10   | Arnaud Tonus     | Yamaha   | a 1'07" |

### Gara 3 (MX1 & Open)
| Pos. | Pilota           | Moto     | Tempo  |
| ---- | ---------------- | -------- | ------ |
| 1    | Ryan Villopoto   | Kawasaki | 34'51" |
| 2    | Ryan Dungey      | Suzuki   | s.t.   |
| 3    | Tyla Rattray     | Kawasaki | a 5"   |
| 4    | Tommy Searle     | Kawasaki | a 18"  |
| 5    | Davide Guarneri  | Kawasaki | a 22"  |
| 6    | Evgeny Bobryshev | Honda    | a 24"  |
| 7    | Chad Reed        | Honda    | s.t.   |
| 8    | Gautier Paulin   | Yamaha   | a 25"  |
| 9    | Jeffrey Herlings | KTM      | a 26"  |
| 10   | Brett Metcalfe   | Suzuki   | a 27"  |

## Classifica finale
| Pos. | Selezione Nazionale | Pilota              | Moto      | Classe | Gara 1 | Gara 2 | Gara 3 | Punti |
| ---- | ------------------- | ------------------- | --------- | ------ | ------ | ------ | ------ | ----- |
| 1    | Stati Uniti         | Ryan Dungey         | Suzuki    | MX1    | 3      |        | 2      | 26    |
| 1    | Stati Uniti         | Blake Baggett       | Kawasaki  | MX2    | 17     | 17     |        | 26    |
| 1    | Stati Uniti         | Ryan Villopoto      | Kawasaki  | Open   |        | 3      | 1      | 26    |
| 2    | Francia             | Christophe Pourcell | Kawasaki  | MX1    | 11     |        | 35     | 39    |
| 2    | Francia             | Marvin Musquin      | KTM       | MX2    | 8      | 11     |        | 39    |
| 2    | Francia             | Gautier Paulin      | Yamaha    | Open   |        | 1      | 8      | 39    |
| 3    | Australia           | Chad Reed           | Honda     | MX1    | 1      |        | 7      | 44    |
| 3    | Australia           | Matt Moss           | KTM       | MX2    | 19     | NC     |        | 44    |
| 3    | Australia           | Brett Metcalfe      | Suzuki    | Open   |        | 7      | 10     | 44    |
| 4    | Regno Unito         | Tommy Searle        | Kawasaki  | MX1    | 4      |        | 4      | 46    |
| 4    | Regno Unito         | Dean Wilson         | Kawasaki  | MX2    | 9      | 27     |        | 46    |
| 4    | Regno Unito         | Brad Anderson       | Honda     | Open   |        | 14     | 15     | 46    |
| 5    | Belgio              | Marvin van Daele    | KTM       | MX1    | 16     |        | 20     | 54    |
| 5    | Belgio              | Joel Roelants       | Husqvarna | MX2    | 10     | 12     |        | 54    |
| 5    | Belgio              | Kevin Strijbos      | KTM       | Open   |        | 5      | 11     | 54    |
| 6    | Sudafrica           | Tyla Rattray        | Kawasaki  | MX1    | 5      |        | 3      | 56    |
| 6    | Sudafrica           | Shannon Terreblance | Honda     | MX2    | 24     | 24     |        | 56    |
| 6    | Sudafrica           | Gareth Swanepoel    | Yamaha    | Open   |        | 6      | 18     | 56    |
| 7    | Germania            | Daniel Siegl        | KTM       | MX1    | 28     |        | 38     | 68    |
| 7    | Germania            | Ken Roczen          | KTM       | MX2    | 2      | 4      |        | 68    |
| 7    | Germania            | Marcus Schiffer     | Suzuki    | Open   |        | 13     | 21     | 68    |
| 8    | Spagna              | Jonathan Barragan   | Kawasaki  | MX1    | 7      |        | 14     | 68    |
| 8    | Spagna              | Jose Butron         | KTM       | MX2    | 36     | 19     |        | 68    |
| 8    | Spagna              | Carlos Campano      | Yamaha    | Open   |        | 9      | 19     | 68    |
| 9    | Paesi Bassi         | Herjan Brakke       | Yamaha    | MX1    | 29     |        | 26     | 81    |
| 9    | Paesi Bassi         | Donny Bastemejer    | Honda     | MX2    | 23     | 21     |        | 81    |
| 9    | Paesi Bassi         | Jeffrey Herlings    | Yamaha    | Open   |        | 2      | 9      | 81    |
| 10   | Estonia             | Tanel Leok          | TM        | MX1    | 6      |        | 12     | 86    |
| 10   | Estonia             | Priit Rätsep        | Honda     | MX2    | 18     | 34     |        | 86    |
| 10   | Estonia             | Gert Krestinov      | Kawasaki  | Open   |        | 22     | 28     | 86    |